# Dan Drysdale
Pour les articles homonymes, voir Drysdale.
Pas d'image ? Cliquez ici

a Compétitions nationales et continentales officielles uniquement.

b Matchs officiels uniquement.
Daniel Drysdale, né le 18 mai 1901 à Kippen dans le Stirlingshire et mort le 15 octobre 1987 à Yeovil, est un joueur de rugby à XV sélectionné avec l'équipe d'Écosse au poste d'arrière durant les années 1920, période faste de celle-ci dans le Tournoi des Cinq Nations (quatre victoires de 1920 à 1929, dont le premier Grand Chelem).

## Biographie
Il honore sa première cape internationale le 20 janvier 1923 face à la France. Il participe au Tournoi des Cinq Nations de 1923 à 1929. Dan Drysdale participe au Grand Chelem en 1925. Il est dans l'équipe victorieuse de l'Australie à Édimbourg en 1927. Il joue également quatre matches avec les Lions britanniques en 1924 contre l'Afrique du Sud. En club, il évolue avec les London Scottish et à l'Université d'Oxford.
En 1951, il devient le 65e président de la Fédération écossaise de rugby à XV.

## Palmarès
- Trois victoires dans le Tournoi, en 1925 (premier Grand Chelem écossais), 1927 (ex-æquo avec l'Irlande) et 1929.

## Statistiques en équipe nationale

### Avec l'Écosse
- 26 sélections
- 45 points (19 transformations, un drop et une pénalité).
- Sélections par années : 4 en 1923, 4 en 1924, 4 en 1925, 4 en 1926, 5 en 1927, 4 en 1928, 1 en 1929.
- Sept Tournois des Cinq Nations disputés : 1923, 1924, 1925, 1926, 1927, 1928, 1929.

### Avec les Lions britanniques
- Quatre matches avec les Lions britanniques en 1924 en Afrique du Sud.